# Franklin Glacier
Franklin Glacier är en glaciär i Kanada.   Den ligger i provinsen British Columbia, i den sydvästra delen av landet, 3 700 km väster om huvudstaden Ottawa. Franklin Glacier ligger 1 274 meter över havet.
Terrängen runt Franklin Glacier är bergig åt sydost, men åt nordväst är den kuperad. Franklin Glacier ligger nere i en dal. Trakten runt Franklin Glacier är nära nog obefolkad, med mindre än två invånare per kvadratkilometer.. Det finns inga samhällen i närheten. 
Trakten runt Franklin Glacier är permanent täckt av is och snö.